# 亚特兰大老鹰
亞特蘭大老鷹（英語：Atlanta Hawks，簡稱：ATL）是一支位於美國喬治亞州亞特蘭大的職業籃球隊，分屬於NBA東區的東南組，主場球館為州立農業球館。

## 历史

### 早期
球隊成立於1946年，名為三城黑鹰队，三城(Tri-City)當時由三個城鎮所組成，現在這三個城鎮已經合併為闊德城。1951年球隊遷往密尔沃基，改名為密尔沃基鹰队。1955年遷往圣路易斯，改名為圣路易斯鹰。1968年遷往亞特蘭大，更名為亚特兰大老鹰迄今。
2003年9月，老鷹隊被时代华纳公司收购，该公司也拥有亞特蘭大鶇鳥隊冰球队，两个球队共用一个竞技场。但後來时代华纳再度出售球隊，被泰德·透納收購，嘲鸫隊也改名溫尼伯噴射機隊，結束共用場館的歷史。

### 佩提特與聖路易老鷹（1954—1968）
1954年老鷹選進榜眼鮑伯·佩提特。
1956年-57年的賽季，佩提特率領球隊打進總決賽，與當時東區最佳球隊波士頓塞爾提克爭奪總冠軍。出乎各界意料之外地，激戰至第七戰甚至還兩度進入延長賽，老鷹隊才以2分之差飲恨。佩提特則在整個季後賽中得到29.8分、16.8籃板。
翌年，鮑伯·佩提特再次獲得全明星賽最有價值球員獎，並帶領老鷹隊再度打進總決賽，重遇去年的對手塞爾提克隊，這次老鷹隊以4勝2負擊敗了塞爾提克隊並奪得總冠軍。這是老鷹隊史上唯一一次奪冠。
之後佩提特繼續於1960年及1961年和塞爾提克隊爭冠，可惜皆失敗而回，但有佩提特在陣的老鷹隊於1950年代末依舊是西區強隊之一。

### 老鹰南遷（1968—1972）
新的老板把球队搬到亚特兰大。亚特兰大老鹰队留用了盖伦作为他们的總教练，盧·哈德森(Lou Hudson)也从军队里回归。但是一个合同的问题不得不使新的管理层被迫把藍尼·威肯斯送到西雅图换来沃尔特·哈扎德。哈扎德到队之后与弹簧人乔·考德威尔（Joe Caldwell）组成了球队的后场，后者在上一赛季升格为主力之后场均能得到16.4分。在1968-69赛季老鹰队落后湖人排名西部第二，而在西部决赛也以1-4败在了湖人手下。1969-70赛季，他们夺得了西区的冠军，但是他们是在没有泽尔莫·比蒂的情况下取得的，因为他已经去了ABA。在赛季后期得到活塞的沃尔特·贝拉米（Walt Bellamy）对老鹰有一些帮助，用保罗·塞拉斯换来菲尼克斯太阳队的加里·格雷戈尔（Gary Gregor）却不能让人满意。球队在季后赛第一轮轻松的战胜了公牛，之后他们在西部决赛遇到了由张伯伦和贝勒叔叔领衔的湖人队，结果被湖人以4-0横扫。连续第二年，老鹰被ABA暗算，队中的乔·考德威尔在1970-71赛季选择加盟ABA。
新秀皮特·馬拉威奇的加盟被认为是个好坏参半的事情，尽管马拉维奇最终以23.2分成为球队的第二得分手；其他球队经常不知道怎样理解他华丽的传球和多变的运球。老鹰在搬到亚特兰大后第一次胜率跌到了50%以下，36勝46負。球队在季后赛第一轮也不是尼克的对手，他们以1-4落败。1971-72赛季情况依然没有任何改变，球队的胜率在50%以下10场，并且又在第一轮败给凯尔特人，比分是2-4。

#### 1971-72：新球馆，新教练
在休赛期，球队进行一些重要的变化。在和乔治亚理工大学共用亚历山大纪念堂球馆（Alexander Memorial Hall）5年之后，老鹰搬进了全新的的奥姆尼球馆，擁有16500個觀眾席。球队也结束了里奇·盖伦时代，在71-72赛季，總教练盖伦离开了帅位，留下的是327-291的华丽战绩。（他的记录一直保持了20年）球队任命从凤凰城来的洛厄尔·菲茨西蒙斯（Lowell Fitzsimmons）来填补了盖伦的空缺，上個赛季他带领鳳凰城太陽隊打出了49-33的战绩。

### 風塵雙俠時期（1972—1974）
亞特蘭大老鷹隊靠着隊上兩位得分機器盧·哈德森和皮特·馬拉威奇，在菲茨西蒙斯带领之下取得了不错的成绩。1972年10月15日，老鹰在奥姆尼的第一场比赛以109-101击败了尼克，而在一个10-13的开局之后，球队在12月的战绩是12-4。球队在客场的战绩稍稍高于50%，而最终是以46-36结束了常规赛，既而又连续第二年在第一轮败给了凯尔特人。球队似乎证明他们在菲茨西蒙斯的带领下取得了一些进步；在1973-74赛季，皮特·馬拉威奇的出手次数超过了联盟的所有人，并且以27.2分排在得分榜第二。但是球队却以35-47的成绩无缘季后赛，这也是11年以来的第一次。

### 多米尼克·威尔金斯時期（1982—1994）
在1982年多米尼克·威金斯參加了選秀，並被交易至亞特蘭大老鷹，一年後邁克·弗拉特洛成為教練。
特別的是1984-85賽季在紐奧爾良的Lakefront Arena進行了12場主場比賽，戰績為6勝6負。
而威金斯分別贏得1985與1990的NBA灌籃大賽冠軍，與對手喬丹的比試成為那幾年灌籃大賽的一大看點。
當時同為老鷹隊員的Spud Webb也在1986贏得灌籃大賽冠軍，麥克·費雷特諾也在同年獲得了NBA年度最佳教練獎，該年老鷹取得50勝32負的成績，排名東區第4。
從1985到1989年間，老鷹隊可說是聯盟的強權球隊之一，每年至少能贏得50勝的佳績，他們在1986–87賽季取得了57–25，獲得分組冠軍，這是一項難得的紀錄，直到2014–15賽季老鷹才再次取得分組冠軍。
然而球隊卻一直無法在季後賽突破東區第二輪，遲遲無法進入東區決賽，輸給了波士頓塞爾提克和底特律活塞。

#### 1994-95：威尔肯斯成为史上获胜最多的教练
丹尼·曼宁并没有在老鹰停留很长时间，他在夏天就选择成为自由人与太阳签约了。老鹰在1994-95赛季之前做出了一个重大的交易，威利斯和一个未来的选秀权到热火，史蒂夫·史密斯，格兰特-朗（Grant Long）和一个未来的第二轮到老鹰。这个交易和丹尼·曼宁的出走让老鹰的风格发生很大的变化。老鹰从一支依赖于前场攻击力的球队变成以后卫为核心。当布莱洛克和史密斯表现出色的时候，球队就是一支优秀的队伍。布莱洛克在那个赛季平均有17.2分和7.7个助攻，并且以199个三分打破了球队三分命中数的记录，而史密斯也有16.3分的贡献。同时布莱洛克也以2.5次抢断名列联盟第四，并且再次入选了最佳防守阵容第一队。在3月22日，他得到了职业生涯第1000个抢断，这是NBA历史上第四快的成绩。斯特西·奥格蒙转到了小前锋的位置上，和格兰特·朗以及安德鲁·朗（Andrew Lang）组成了前场。老鹰在进攻上受到了很大的困扰，他们平均每场只能得到联盟第四差的96.6分。在得到100分或以上的比赛里，他们的战绩是26-4。但是球队在防守端却相当出色，把对手的得分限制到95.3分，列联盟第三。最终球队以42-40的战绩结束了常规赛，并且在季后赛第一轮被步行者横扫出局。1994-95赛季老鹰最大的亮点是主教练威尔肯斯，那在他的第22个赛季，在1995年的1月6号，老鹰击败华盛顿子弹队，而威尔肯斯超越了奥尔巴赫的938场胜场成为历史上胜场最多的主教练。

### 1995-96：老鹰进入季后赛
尽管老鹰在95-96赛季没有一个人的平均得分上到20，篮板或助攻上到10，但是兰尼·威尔肯斯却带领球队打出了成绩并且创造了自己的传奇。在3月1日，老鹰以74-68击败了骑士，威尔肯斯成为NBA历史上第一个胜场超过1000的教头。更重要的是，这场里程碑似的比赛的胜利让老鹰继续了前进的步伐，最终进军季后赛。在进攻上史蒂夫史密斯的18.1分领衔全队，而防守上穆奇·布莱洛克的 2.62次抢断也格外耀眼。球队在赛季中期引进了克里斯蒂安·莱特纳，他的14.2分帮助老鹰巩固了中锋的位置，并将球队送进季后赛。威尔肯斯在赛季结束的时候取得了1014场胜利，也让老鹰成为了中部赛区的第四。在季后赛第一轮里，老鹰让人惊讶的以3-2力克步行者进入第二轮，但是之后他们还是以1-4被魔术队淘汰。

#### 1996-97：穆托姆博帮助老鹰起飞
老鹰研究了1996年夏天的自由球员市场，并且得到了可能是他们最大的收获。迪肯贝·穆托姆博，一个来自扎伊尔7尺2的中锋，他立刻把老鹰变成了NBA防守最好的球队之一。穆托姆博，作为老鹰的8个新人之一，带领球队取得了56-26的常规赛成绩，之后又在兰尼·威尔肯斯4年的执教期间第三次在分区半决赛止步。穆托姆博在联盟的盖帽和篮板榜上都排到了第三，并借此职业生涯第二次获得了NBA年度最佳防守球员，而他最大的对手居然是队友布莱洛克，后者场均能联盟第一的得到2.72次抢断。老鹰的防守是专长，而进攻也不再是软肋。莱特纳打出了职业生涯最好的一个赛季：18.1分和8.8个篮板。他和穆托姆博同时入选了东部的全明星阵容。后场的史蒂夫·史密斯和布莱洛克的表现也很出色，前者得到全队最高的20.1分，后者也有17.4分和5.9个助攻的表现。在12月17日，老鹰在109-73大胜小牛的比赛中创下了单场投进19个三分的NBA历史记录。在1月，球队也取得10连胜，并且在最终取得了球队历史上第7个50胜赛季，其中主场的战绩是36-5，平了球队的主场记录。在季后赛的第一轮，对手是活塞，球队在第五场决胜的比赛里最终获胜。而第二轮的对手是最后的冠军公牛队，尽管他们在第二场击败了之前14连胜的公牛，但是这场失败似乎点燃了公牛的怒火，最终老鹰以1-4被淘汰。

### 新舊鷹王與F4時期（2004—2016）
2004年，賈許·史密斯成為該賽季NBA總阻攻數第二高，每場平均阻攻數第四的球員，平均每場貢獻15.0分、7.8個籃板、4.1個助攻、3.1次封蓋和1.0個抄截，在全明星賽之後他幫助老鷹隊奪得了那個賽季26勝56負中的一半勝利場次13場。賈許·史密斯已經逐漸成為老鷹的球隊核心。為第一代鷹王。
2005年，為尋求更大的發展空間，喬·強森轉投老鷹，並成為球隊的領袖，於2007年首次入選NBA全明星賽，並在2007-08賽季率領老鷹重返NBA季後賽。在當年的季後賽首輪中，強森率領的老鷹仍敗給最後的NBA總冠軍波士頓塞爾提克。
老鷹隊現在擁有曾入選全明星賽的球員，埃尔·霍弗德，至2008年以來，已經八度打進季後賽，2007-08、2011-12、2012-13、2013-14都在在第一輪前止步，2008-09、2009-10、2010-11都在在第二輪前止步。上次打進東區冠軍賽要追溯到1978-79。
"Let's Go Hawks"　為老鷹隊的支持口號，更於2012年成為全球最受歡迎口號。
2013年暑假，曾在馬刺擔任助教多年的迈克·布登霍尔泽成為老鷹隊教練，長年待在黑衫軍的他，矢志將老鷹改造成東區馬刺。老鷹在他執教的第1季，便以第8種子之姿飛進季後賽，在首輪面對東區龍頭印第安那溜馬更差點上演老八傳奇，最後以3:4光榮出局。
2015年2月3日，老鷹創下NBA史上單月最高連勝紀錄19次；但在客場100:115不敵紐奧良鵜鶘。
2015年2月5日老鷹先發五人都當選東區單月MVP，杰夫·蒂格、凱爾·科沃尔、保罗·米尔萨普、德马雷·卡罗尔及埃尔·霍弗德。同時獲得元月最佳教頭為巴登霍澤，巴登霍澤也活得本賽季最佳教練。
2015年3月27日，老鷹99:86擊敗熱火，加上騎士98:106輸給布魯克林籃網，確保贏得東區所有主場優勢。季後賽首輪對手以4:2打敗東區第八籃網，接著在半決賽以4:2辛苦擊敗華盛頓巫師，繼1970年以來再度挺進東區決賽。但可惜的是，老鷹因柯佛和卡罗尔傷退，最後遭到克里夫蘭騎士直落4橫掃，結束該年季後賽。
2015年暑假，老鷹失去了卡罗尔，但靠著協助馬刺清出薪資空間，以接近無償的代價收下蒂亚戈·斯普利特。
2016年4月13日，老鷹以48勝34敗成績排名東區第四。第一輪以4:2擊敗賽爾提克，但東區準決賽再度遭到騎士直落4橫掃。

### 魔獸的短暫加盟（2016—2017）
老鷹本季終於下定決心改組，先將埃尔·霍弗德以及杰夫·蒂格交易，再從自由市場找來魔獸德懷特·霍華德，並讓控衛丹尼斯·施洛德正式站上先發，老鷹進入新的時期。
剛開季老鷹兇猛無比，成為唯一一隊打贏騎士暴龍馬刺的強悍勁旅，不僅霍華德表現優良，米爾塞普更是打出生涯最佳成績。沒想到之後跌破眾人眼鏡，老鷹連續3週陷入大低潮、排名也跌出東區前8之外，最後在霍華德的23分17籃板帶領下，103比95擊敗熱火終止7連敗與主場3連敗。而老鷹高層在此時做出一項撼動全聯盟的交易：把凱爾·柯佛送給強敵騎士換取選秀權和角色球員。
靠著布魯克林籃網以107比106險勝芝加哥公牛，確定連續十年晉級季後賽。將在第一輪對決華盛頓巫師，可惜球隊未能再進一步，以2勝4敗戰績被巫師擊垮，結束今年球季。
季後，老鷹和黃蜂達成一筆交易，老鷹送走霍華德和第31順位選秀權，交易來黃蜂普朗李、貝里納里及第41順位選秀權。

#### 老鷹F4解散

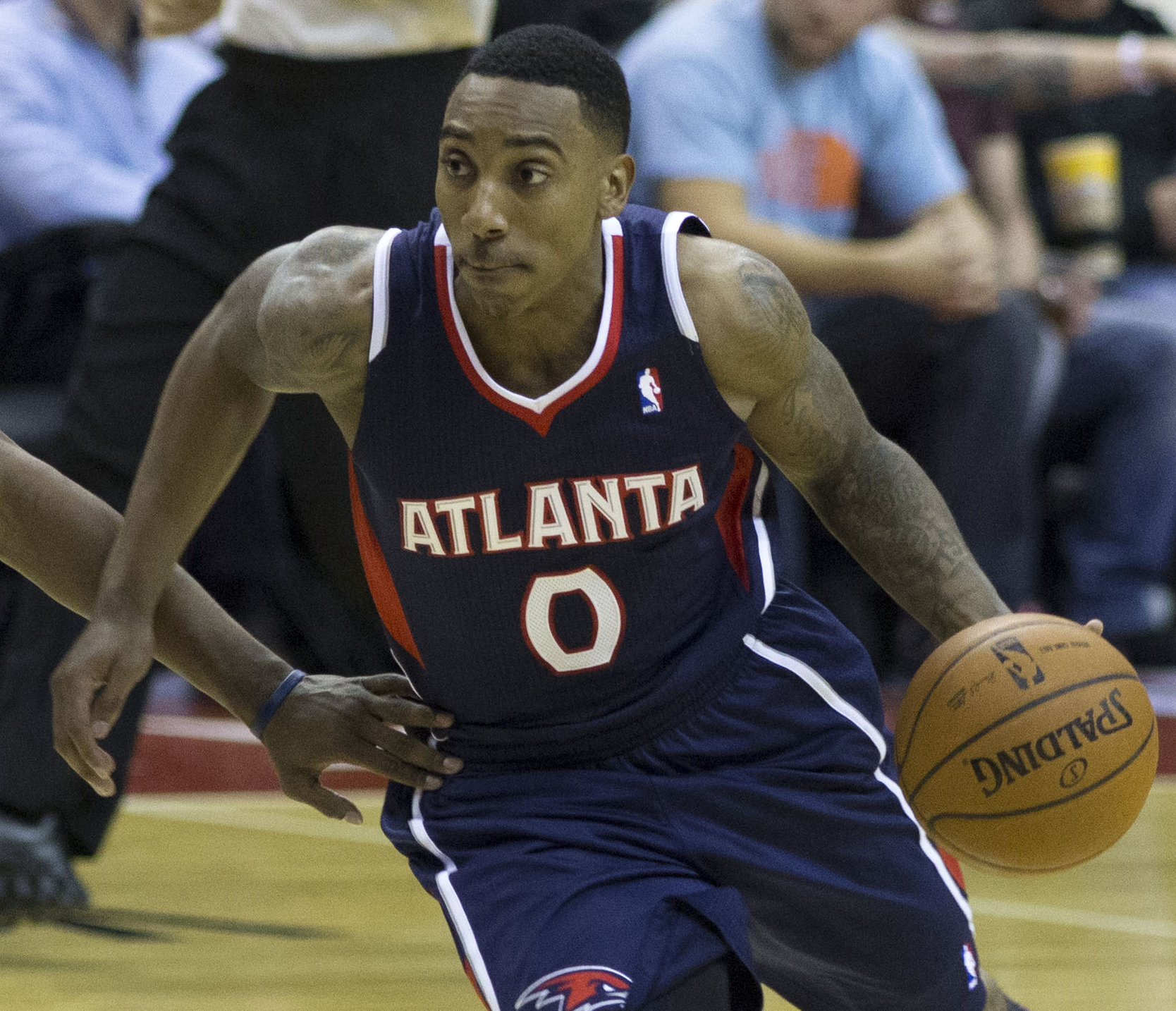
傑夫·蒂格

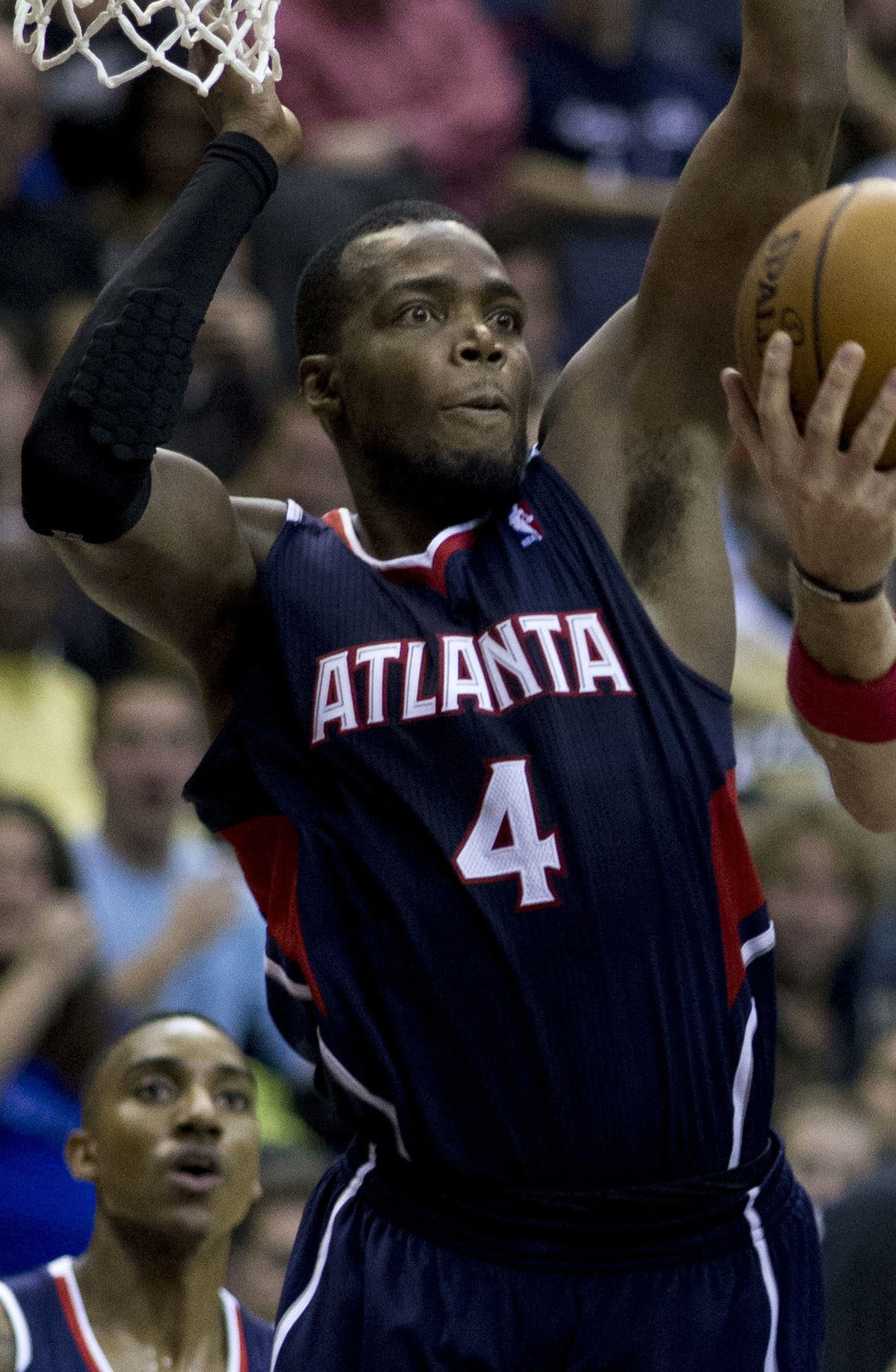
保羅·米爾薩普

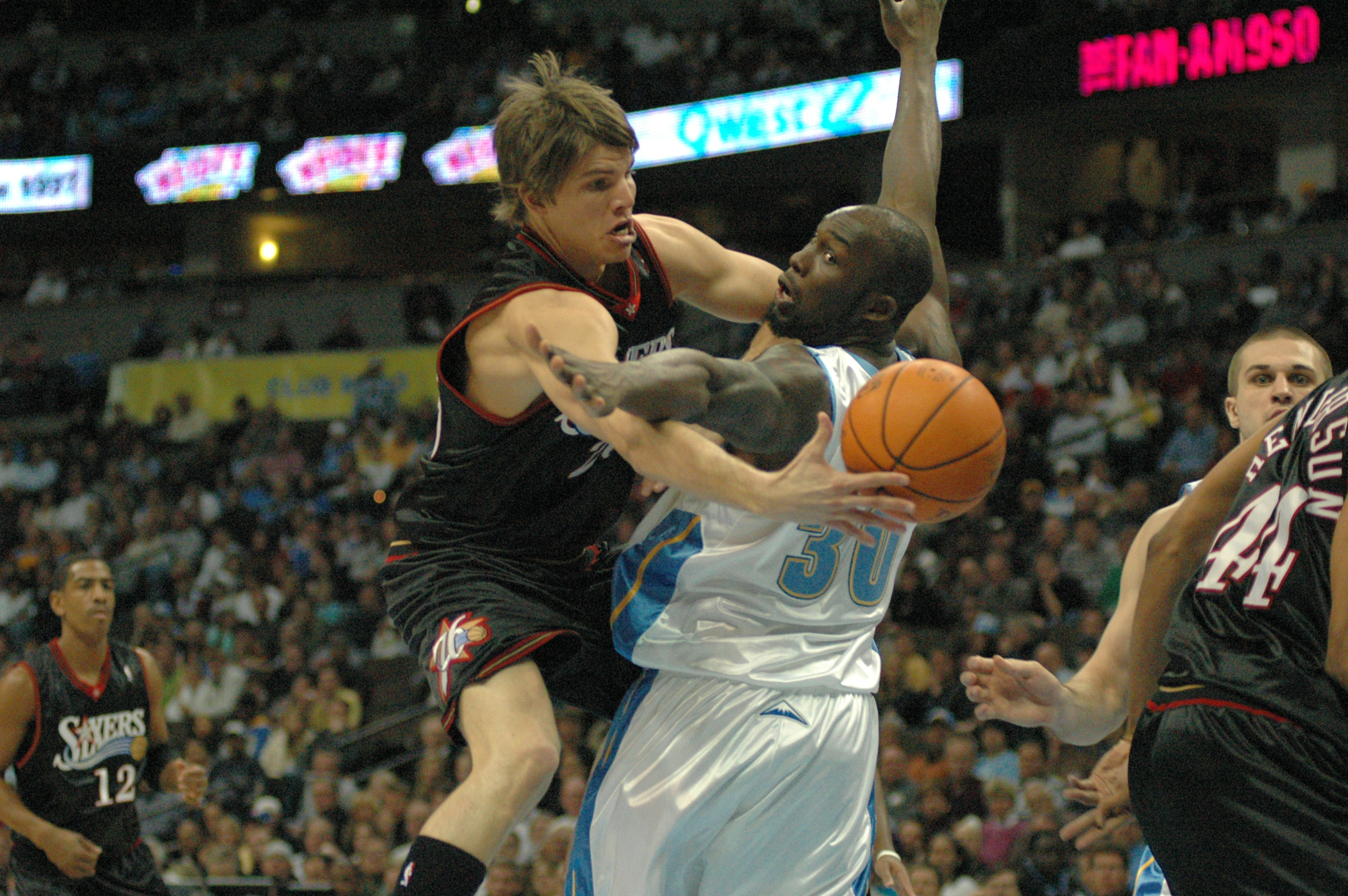
凱爾·柯佛

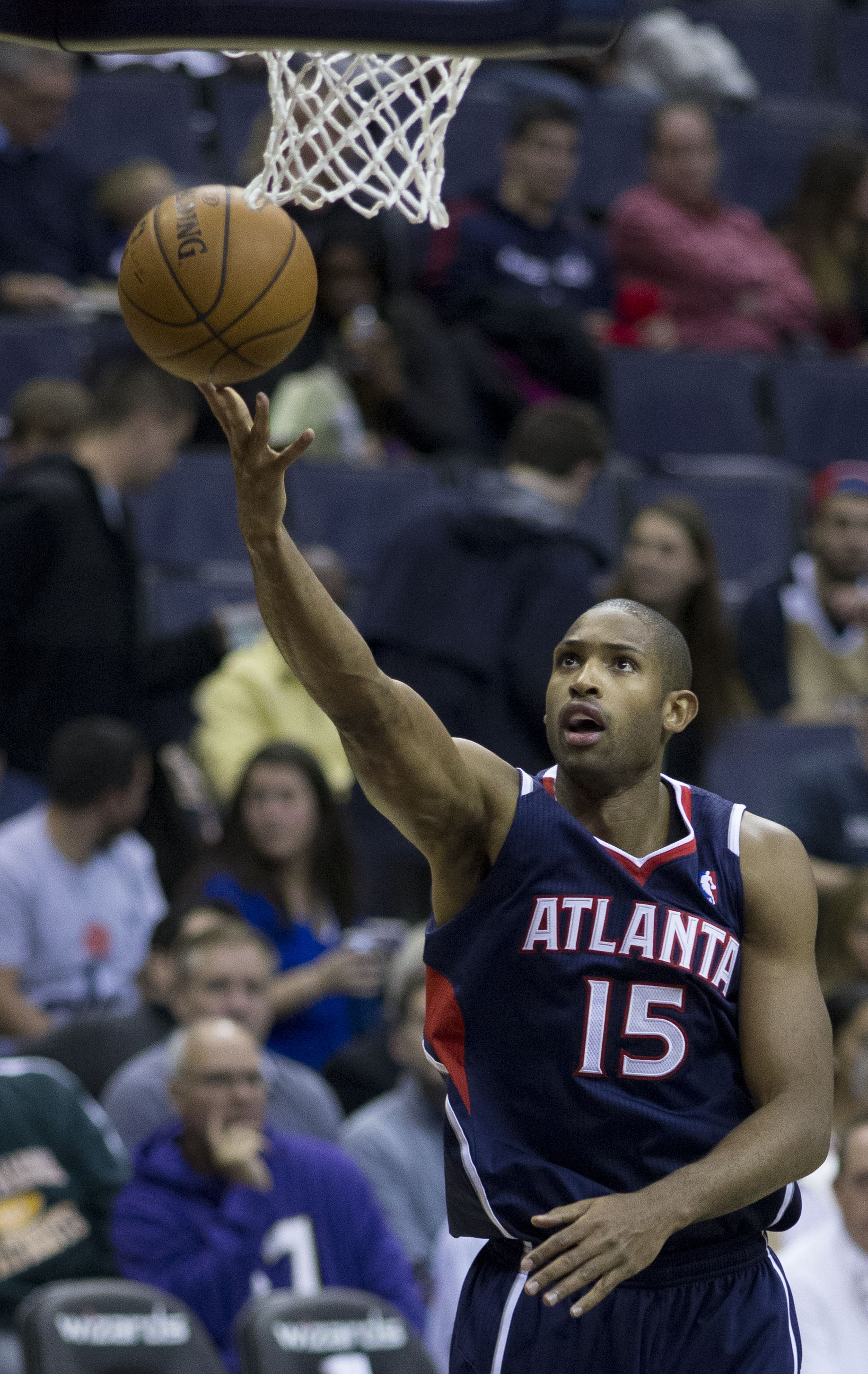
埃爾·霍弗德

2015年賽季時，科沃爾、霍福德、米爾塞普、蒂格等4人帶領老鷹奪下60勝成為東區龍頭，但東區決賽卻被東區霸主雷霸龍·詹姆士帶領的騎士隊遭到橫掃，後來四人都分別離隊，先是在2016年7月2日，霍福德同意與波士頓凱爾特人隊簽約，2017年1月7日，科沃爾被交易到了騎士，2017年暑假，提格和米爾塞普分別向灰狼和金塊加盟。昔日老鷹四少都曲終人散，各奔東西。

### 重建期、重返季後賽（2017—）
2018賽季一直處於打打撞撞的老鷹，戰績終就還是不理想，以24勝58敗成績結束賽季。老鹰與總教練麥克·布丹霍澤達成分手共識。職業生涯至今，布登霍澤率隊4次殺入季後賽。他例行賽執教戰績是213勝197負，勝率52%。而他在季後賽的執教戰績則是17勝22負，勝率為43.6%。本賽季，老鷹隊昔日的主力球員已經悉數離隊，正式開始重建。他們最終的戰績僅僅為24勝58負，勝率低至29.3%。
2018年5月12日，老鹰官方宣布球队已经与76人助理教练劳埃德-皮尔斯达成初步协议，后者将成为球队新任主帅。
崔•楊時代
2018年6月21日，崔·楊在2018年NBA選秀中以首輪第五順位為達拉斯獨行俠選中，隨後搭配一枚受保護2019年首輪選秀權被交易至老鷹。
2019年6月21日，維吉尼亞大學大二生德安德烈.杭特在2019年NBA選秀中以首輪第四順位為洛杉磯湖人選中，因安東尼.戴維斯交易案被交易至紐奧良鵜鶘，而鵜鶘又將這枚選秀籤與老鷹交換本屆選秀第一輪第8順位、第17順位和次輪第35順位。
2021年3月1日，老鹰官方宣布炒掉劳埃德-皮尔斯，目前暫代總教練人選由助理教練和前印第安那步行者總教練内特·麦克米兰接替到球季結束。
第四節一度落後13分的老鷹的開始強力反擊，落後勢逐漸消磨殆盡，柯林斯更在終場前剩下24.4秒轟進扭轉戰局的關鍵三分球，老鷹上演逆轉秀，在主場以120比116氣走巫師。
老鷹取得重要勝利，戰績來到39勝31敗，排名東區第4，領先熱火和尼克0.5場勝差。此外，老鷹也鎖定了季後賽門票，這是球隊睽違3個賽季後重返季後賽。
東區第5種子老鷹首輪的對手為睽違8年進入季後賽的尼克。在後衛楊恩的帶領下，老鷹於系列賽以4：1勝出，順利挺進東部4強，下一輪將和稍早已經晉級的76人正面交鋒。
第二輪首戰，老鷹在楊恩狂飆35分的帶領下，爆冷以128比124擊敗頭號種子76人隊，在NBA東區季後賽第二輪旗開得勝。
楊恩拿到28分8助攻2抄截，柯林斯23分7籃板，波格丹諾維奇19分4籃板，卡佩拉8分16籃板；替補的蓋里納利得到17分。
在76人的防守壓制下，老鷹團隊三分球23投僅6中，且投籃命中率47.6%，也遠低於76人的58.2%，在主場以111比127敗給76人，系列賽陷入1勝2敗領先。
上半場一度落後18分的老鷹，在下半場靠著崔·楊獨拿17分，波格丹諾維奇和柯林斯也聯手貢獻20分，加上76人進攻當機，成功上演逆轉勝，在主場以103比100驚險擊敗76人，將系列賽又扳成2比2平手。
最後艱苦的七場系列賽中擊敗頭號種子76人，憑藉那場系列賽的勝利老鷹隊自2015年以來首次進入東部決賽，他們面對的是由兩屆聯盟MVP揚尼斯·安戴托昆波領銜的第三種子公鹿，麥克米蘭帶領老鷹隊在分區決賽中首次獲勝，在第一場比賽中以116：113擊敗密爾瓦基公鹿隊，然而老鷹隊將在六場比賽中輸掉系列賽。
2021年3月1日，老鹰官方宣布内特·麦克米兰以四年合約正式轉正成為總教練。
7月31日，老應與波士頓塞爾提克和沙加緬度國王進行了一筆三方交易，老鷹獲得德隆·萊特，塞爾提克獲得克里斯·鄧恩和布魯諾·費爾南多以及2023年拓荒者第二輪選秀，國王獲得特里斯坦·汤普森。
2022年NBA附加賽，老鷹接連擊敗黃蜂與騎士，成功搶得季後賽最後門票。
第一戰客場面對作戰的熱火可說是以逸待勞，在熱火強悍的防守完全壓制對手，特別是楊恩整場比賽12投僅1中，還出現6次失誤，老鷹最多落後達32分，也讓比賽早早分出勝負。最終老鷹以91比115慘敗熱火，吞下系列賽首敗。
雖然上一戰8投0中的波格丹諾維奇，此役在下半場火力大爆發，得到全場29分之中的26分，是老鷹能夠緊咬住比分的關鍵；楊恩稍微找回準星，20投10中拿到25分7助攻6籃板，然而在熱火的嚴防下，出現多達10次失誤，寫下生涯季後賽新高。且他的外線手感仍是低迷，兩戰合計17投2中。杭特貢獻16分，柯林斯扛先發中鋒繳出13分10籃板的雙十表現；赫爾特9分6助攻5籃板，在第四節被士官長巴特勒最後關鍵時刻更連拿7分，老鷹被熱火擋下猛烈反擊，以105比115吞下客場2連敗。
第3戰，原本半場領先的老鷹在第三節遭到熱火全面封鎖，反遭超前，甚至第四節還一度領先14分，結果最後被老鷹上演瘋狂逆轉秀，並靠著楊恩在剩下4.4秒快攻突破拋投放進超前分，以110比111遭到逆轉，將系列賽扳成1比2。
前一戰老鷹在第四節落後14分情況下逆轉熱火，這一次老鷹他們直接帶著19分落後進入決勝期，之後熱火防守下更進一步拉開差距到20分以上，沒有再讓憾事重演。靠著強悍的防守，老鷹最終以86比110敗給熱火，系列賽陷入1勝3敗被聽牌。
第五戰，雖然在對手熱火巴特勒右膝發炎缺賽，羅瑞也仍缺賽，不過老鷹主力後衛楊恩持續被封鎖，最後老鷹以94比97落敗，以1比4結束賽季。
2023年2月21日，明星賽前老鷹只繳出29勝30敗成績，老鹰官方宣布開除内特·麦克米兰，由助理教練Joe Prunty代理。
2023年2月26日，昆恩·史奈德與和老鷹簽下一份五年合約（包含本季），最快下週二初登場於對上巫師的比賽，原代理教練Joe Prunty回到助理教練身分。
2023年4月6日，面對已經無緣季後賽的華盛頓巫師終場134：116獲勝確定拿到附加賽，將與邁阿密熱火在東區附加賽交手。比賽戰局發展讓人有些意外，老鷹在主將崔·楊得到25分7助攻的帶領下，團隊7人得分上雙，抓下22個進攻籃板，最終以116：105在客場贏球，拿下東區第7種子，確定連續三年挺進季後賽，將在東區首輪面對第二種子波士頓塞爾提克。然而，六場戰罷，老鷹首輪系列賽以場數2比4被塞爾提克淘汰，早早出局，為人諷刺的是，差一點成為首支組別龍頭卻被擋在季後賽大門之外的熱火，則於首輪淘汰第一種子密爾瓦基公鹿，並順利晉級總決賽。
2023-24賽季，例行賽最終成績為36勝46負，排名為東區第十，進入附加賽；在東區附加賽中，以116-131不敵芝加哥公牛，無緣季後賽。但也因此獲得了2023-24賽季NBA樂透抽籤，並於2024年5月12日以極低的3.0%抽中選秀狀元籤。
2024-25賽季，例行賽最終成績為40勝42負，排名為東區第八，進入附加賽；在東區附加賽中，以95-120不敵奧蘭多魔術、114-123不敵邁阿密熱火，連續2場吞敗，再次無緣季後賽。

## 历史上的著名球员

### 篮球名人堂
- 沃尔特·贝拉米
- 克利夫·哈根
- 皮特·马拉维奇
- 鲍勃·佩蒂特
- 兰尼·威尔肯斯
- 西德尼·蒙克利夫
- 迪肯贝·穆托姆博
- 多米尼克·威尔金斯

## 退休球衣號碼
| 亚特兰大老鹰 退役球衣号码球员 |                   |      |           |
| 背號                          | 球员              | 位置 | 時間      |
| 9                             | 鲍勃·佩蒂特       | 前鋒 | 1954–65   |
| 21                            | 多米尼克·威尔金斯 | 前鋒 | 1982–94   |
| 23                            | 卢·哈德森         | 前鋒 | 1966–77   |
| 40                            | 賈森·科利爾       | 中鋒 | 2003–05   |
| 44                            | 皮特·馬拉威奇     | 後衛 | 1970–74   |
| 55                            | 迪肯贝·穆托姆博   | 中鋒 | 1996–2000 |